# Jutta-Natalie Harder
Jutta-Natalie Harder, auch Natalie Harder (* 14. Juli 1934 in Neuruppin; † 17. Juni 2024), war eine deutsche Künstlerin, Schriftstellerin und Marionettenspielerin und -bauerin mit eigenem Theater in Berlin.

## Leben
Jutta-Natalie Berta Harder wurde 1934 als Tochter des späteren Berliner Theologieprofessors Günther Harder und von Käthe Harder (1904–1973), geborene Fichtner, geboren. Sie verbrachte ihre Kindheit in Fehrbellin/Mark. Bis zum zwölften Lebensjahr wuchs sie mit fünf Geschwistern im Pfarrhaus in ländlicher Umgebung auf. 1947 erfolgte die Übersiedlung nach West-Berlin.
Nach dem Abitur an der Droste-Hülshoff-Schule in Zehlendorf studierte sie von 1953 bis 1958 Freie Malerei bei Alexander Camaro an der Hochschule für bildende Kunst (HfbK) Berlin. 1957 erhielt sie den Kunstpreis des Kulturkreises im Bundesverband der Deutschen Industrie. Nach dem Meisterschülerabschluss begann sie ein weiteres Studium des modernen Ausdruckstanzes bei Mary Wigman und Til Thiele in Berlin-Dahlem. Eine pädagogische Ausbildung für Tanz, Pantomime und Gymnastik schloss sich an. Sie arbeitete interdisziplinär als freischaffende Künstlerin in Berlin. Harder schuf Malerei (Aquarelle, Ölmalerei), Kreidezeichnungen, Holz-Metall-Reliefs, Collagen und Stoffbilder. Ihre Werke umfassten vegetative Motive, Gestalten und Figuren sowie sakrale und biblische Themen. In den Jahren 1985 und 2000 war sie Stipendiatin der Hermann-Sudermann-Stiftung.

## Werk
Aus der Verbindung von Tanz und Malerei entstanden ihre eigenen Marionetten. Sie gründete 1972 das Marionettentheater „Die blaue Perle“, schrieb und spielte eigene Stücke und stellte Figuren selbst her. 1974 gewann sie den Preis der Stadt Bochum für Laienmarionettenspiel. Ihre Marionettenspiele wurden u. a. in der Berliner Akademie der Künste (1980), im Künstlerhaus Bethanien (1982) und im Max-Beckmann-Saal des ATZE Musiktheaters (1994) aufgeführt.
Die Germanistin Anke Wagemann befasste sich in ihrer Dissertation über Wolfram von Eschenbachs Parzival im 20. Jahrhundert mit Harders Marionettentheaterstück Recht. Mitten. Hindurch. Parzival, eine Miniature nach Wolfram von Eschenbach – ein Traum aus dem Mittelalter. Harder beziehe sich weitgehend auf den Ansatz der Psychoanalytikerin Emma Jung, den ‚Parzival‘ als „den Individuationsprozeß eines Menschen“ zu verstehen. Über die Aufführung schrieb sie: Aus aufführungspraktischen Erwägungen habe Nathalie Harder den Figuren keine individuellen Gesichtszüge verliehen, da ein Gesicht auf die Entfernung nicht für jeden Zuschauer erkennbar sei. Mit Ausnahme von den Masken der Ritter und der Gralsbotin Kundrie sei so jede Figur ‚gesichtslos‘. „Eine sporadische Kulisse bildet den Rahmen, vor dem die Puppen agieren. Nathalie Harder orientierte sich hierbei an der ostasiatischen Puppenspieltradition, der Kyōgen-Aufführung, bei welcher die Marionettenspieler für das Publikum offen agieren.“
Von ihren über 140 selbstgebauten Figuren fanden 90 eine neue Heimat als Gabe an das Berliner Puppentheater-Museum. Dort fand 2022 die Einzelausstellung „Bewegte Welten. Bilder, Bücher, Marionetten aus fünf Jahrzehnten“ statt.
Als Malerin stellte sie Farbreliefs und Collagen mit dem Neuen Berliner Kunstverein, wie 1982 im Rahmen der Ausstellung „Berliner Künstler der Gegenwart“, sowie in Kirchen aus.

## Veröffentlichungen
Lyrik
- Auf dem sandverwehten Weg. Weitz Verlag, Aachen 1987, ISBN 3-925177-31-0.
- Botengrüße. Johanna Nordländer Verlag, Rütte 2005, ISBN 3-937845-02-X.

Prosa
- Der verlorene Apfelbaum – eine Pfarrhauskindheit in der Mark. Alkyon Verlag, Weissach im Tal 1988, 2. Aufl. 1990, ISBN 3-926541-03-2.
- Der wiedergefundene Apfelbaum – auf der Reise zu mir selbst. Alkyon Verlag, Weissach im Tal 1999, ISBN 3-933292-17-4.
- Der erste Schultag. In: Anna Rheinsberg (Hrsg.): Die Engel. Prosa von Frauen. Dtv, München 1988, ISBN 3-423-10934-8, S. 117f.

Bildbände
- Herbstblätter. 2021
- Der Weg. Bilder – Lyrik – Marionetten. Auswahl aus dem Werk 1946–1995, Edition lit. europe, Berlin 1995, ISBN 3-930126-08-7.